# Dromioidea
Dromioidea ist eine Überfamilie der Krabben. Sie gehören zu den basalen Vertretern der Podotremata.

## Merkmale
Der Carapax ist typischerweise deutlich konvex, eiförmig bis annähernd rund oder fünfeckig. Die Rückenfläche ist glatt oder mit Höckern, Körnchen oder Dornen besetzt. Vorn- und hinten-seitlicher Rand sind meist deutlich getrennt. Der Stirnrand steht hervor und ist mit zwei bis drei Zähnen oder Lappen besetzt (Dromiidae) oder breit-dreieckig und unbewaffnet (Dynomenidae). Die Stirngrube ist deutlich. Der Augenstiel ist kurz und kräftig, die Augen sind von gut ausgebildeten Augenhöhlen geschützt, die entweder tief, schräg und länglich oder flach und quer angeordnet sind. Eine Linea brachyura ist vorhanden. Die Antennulen- und Antennengruben sind gut ausgebildet. Bei Dromioidea sind ein oder zwei Beinpaare reduziert und tragen Chelae oder Subchelae. Sie haben, im Gegensatz zu vielen anderen Krabben, Uropoden, wenn auch rudimentäre. Das dritte Maxilliped ist deckel- oder fußförmig. Entweder sind die beiden Schreitbeinpaare 2 und 3 ähnlich und die Paare 4 und 5 deutlich kleiner, weiter dorsal angebracht und mit Subchela oder die Paare 2 bis 4 dienen als Schreitbeine und das fünfte Paar ist deutlich kleiner. Die Uropoden sind, wenn vorhanden, als abgeflachte Platten von außen sichtbar.

## Systematik
Die Dromioidea werden in die Section Dromiacea eingeordnet und in zwei Familien untergliedert:
- Dromiidae (Schwammkrabben)
- Dynomenidae

Das folgende Kladogramm veranschaulicht die Verwandtschaftsverhältnisse.
|  | Dromiidae (vermutlich paraphyletisch) |
|  |                                       |
|  | Dynomenidae                           |
|  |                                       |

|  | Homolidae (paraphyletisch) |
|  |                            |
|  | Latreilliidae              |
|  |                            |

|  | Dromiidae (vermutlich paraphyletisch) |
|  |                                       |
|  | Dynomenidae                           |
|  |                                       |

|  | Homolidae (paraphyletisch) |
|  |                            |
|  | Latreilliidae              |
|  |                            |